# Эндинген
Эндинген (нем. Endingen) — коммуна в Швейцарии, в кантоне Аргау.
Входит в состав округа Цурцах. Официальный код — 4305.

## История
На 31 декабря 2007 года население составляло 1923 человека.
1 января 2014 года в состав Эндингена вошла бывшая коммуна Унтерэндинген.
Население на 31 декабря 2020 года — 2530 человек.

## Фотографии

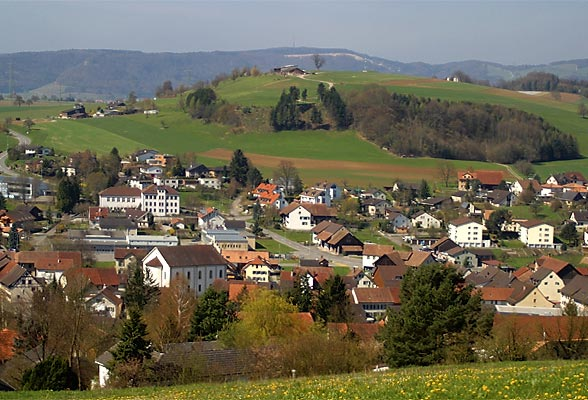
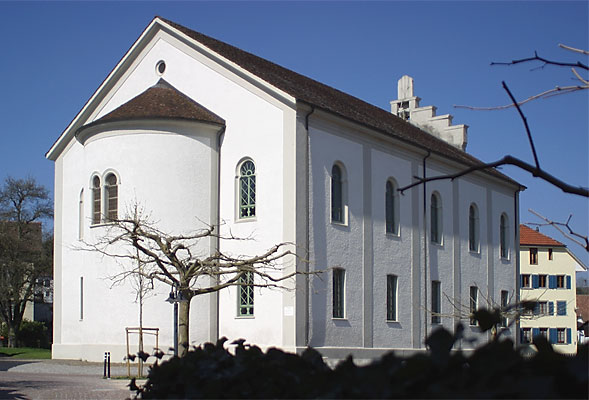
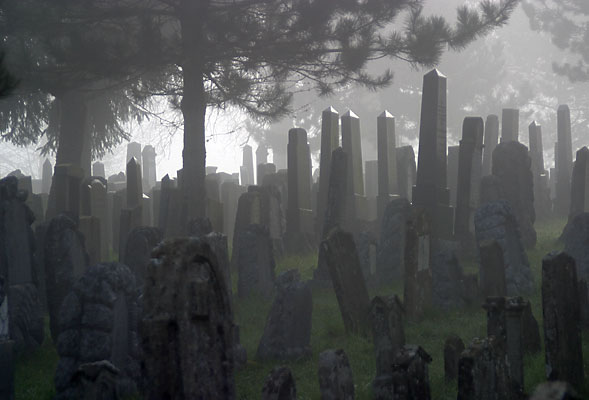
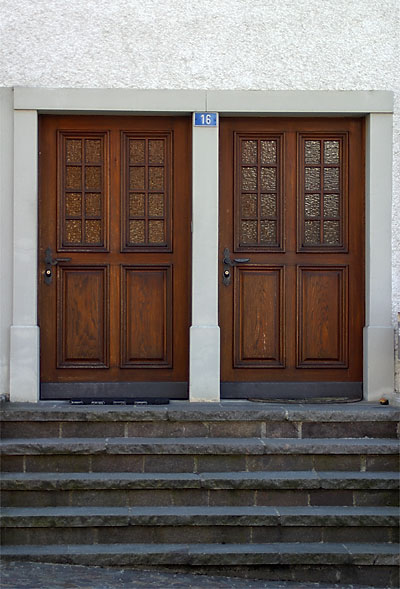